# Municipio de Sherman (condado de Isabella)
El municipio de Sherman (en inglés: Sherman Township) es un municipio ubicado en el condado de Isabella en el estado estadounidense de Míchigan. En el año 2010 tenía una población de 2991 habitantes y una densidad poblacional de 32,34 personas por km².

## Geografía
El municipio de Sherman se encuentra ubicado en las coordenadas 43°41′1″N 85°1′33″O / 43.68361, -85.02583. Según la Oficina del Censo de los Estados Unidos, el municipio tiene una superficie total de 92.49 km², de la cual 89.91 km² corresponden a tierra firme y (2.79%) 2.58 km² es agua.

## Demografía
Según el censo de 2010, había 2991 personas residiendo en el municipio de Sherman. La densidad de población era de 32,34 hab./km². De los 2991 habitantes, el municipio de Sherman estaba compuesto por el 94.15% blancos, el 0.6% eran afroamericanos, el 1.64% eran amerindios, el 0.43% eran asiáticos, el 0.07% eran isleños del Pacífico, el 0.4% eran de otras razas y el 2.71% pertenecían a dos o más razas. Del total de la población el 2.74% eran hispanos o latinos de cualquier raza.